# 안토니오 리에토
안토니오 리에토(Antonio Lieto, 1983년 12월 18일~)는 살레르노 대학교의 이탈리아의 인지과학자이자 컴퓨터과학자이며, 이탈리아 국립연구위원회 산하 고성능 컴퓨팅 연구소의 연구원으로 활동하며 인지적 구조와 인지 계산 모델, 상식적 추론과 심적 표현 모델, 그리고 설득 기술에 중점을 두고 있다. 그는 토리노 대학교 컴퓨터과학과에서 인공지능과 "인지 인공 시스템의 설계 및 평가"를 가르치고 있다.